# Angel (företag)
Angel.com Incorporated var ett amerikanskt telekommunikationsföretag som levererade interaktivt röstsvar, callcenter-teknik och röstansökningar till företag över internet med hjälp av programvaran som en servicemodell. 